# XXXV Corpo de Exército (Alemanha)
Criado em 15 de Outubro de 1939 da Grenzschutz-Abschnittskommando 13 em Glogau als Höheres Kommando z.b.V. XXXV. O XXXV Corpo de Exército acabou sendo destruído na Frente Oriental em 5 de Julho de 1944. O restante da divisão foi transferido para o XIII. SS-Corpo de Exército na Waffen-SS.

## Comandantes
| Comandante                                      | Data                                             |
| ----------------------------------------------- | ------------------------------------------------ |
| General der Artillerie Rudolf Kämpfe            | (20 de Janeiro de 1942 - 30 de Setembro de 1942) |
| Generaloberst Dr Lothar Rendulic                | (1 de Novembro de 1942 - 15 de Abril de 1943)    |
| General der Infanterie Friedrich Wiese          | (5 de Agosto de 1943 - ? Janeiro de 1944)        |
| General der Infanterie Horst Großmann           | (? Janeiro de 1944 - ? Fevereiro de 1944)        |
| General der Infanterie Friedrich Wiese          | (? Fevereiro de 1944 - 25 de Junho de 1944)      |
| Generalleutnant Kurt-Jürgen Freiherr von Lützow | (25 de Junho de 1944 - 5 de Julho de 1944)       |

## Área de operações
- Frente Oriental, Setor Central (Janeiro de 1942 - Julho de 1944)[2]

## Serviço de Guerra
| Data         | Exército           | Grupo de Exército | Lugar               |
| ------------ | ------------------ | ----------------- | ------------------- |
| Novembro 39  | Oberost            |                   | Polônia             |
| Janeiro 40   | Oberost            | OKH               | Polônia             |
| Julho 40     | 18º Exército       | B                 | Polônia             |
| Setembro 40  | 4º Exército        | B                 | Generalgouvernement |
| Janeiro 41   | 4º Exército        | B                 | Generalgouvernement |
| Junho 41     | 4º Exército        | Mitte             | Bialystok, Minsk    |
| Agosto 41    | 2º Exército        | Mitte             | Bobruisk, Kiew      |
| Outubro 41   | 2º Panzergruppe    | Mitte             | Brjansk             |
| Novembro 41  | 2º Exército        | Mitte             | Woronesh            |
| Janeiro 42   | 2º Exército        | Mitte             | Orel                |
| Fevereiro 42 | 2º Exército Panzer | Mitte             | Orel                |
| Janeiro 43   | 2º Exército Panzer | Mitte             | Orel                |
| Setembro 43  | 9º Exército        | Mitte             | Brjansk             |
| Outubro 43   | 2º Exército        | Mitte             | Gomel               |
| Dezembro 43  | 9º Exército        | Mitte             | Bobruisk            |
| Janeiro 44   | 9º Exército        | Mitte             | Bobruisk            |

## Organização
8 de Junho de 1940
- 167ª Divisão de Infantaria
- 95ª Divisão de Infantaria

22 de Julho de 1940
- 292ª Divisão de Infantaria
- 162ª Divisão de Infantaria

3 de Setembro de 1941
- 112ª Divisão de Infantaria
- 45ª Divisão de Infantaria

2 de Janeiro de 1942
- 1/3 da 56ª Divisão de Infantaria
- 134ª Divisão de Infantaria
- 262ª Divisão de Infantaria
- 293ª Divisão de Infantaria

24 de Junho de 1942
- 262ª Divisão de Infantaria
- 221. Sicherungs-Division
- 293ª Divisão de Infantaria
- 167ª Divisão Panzer

22 de Dezembro de 1942
- 262ª Divisão de Infantaria
- 56ª Divisão de Infantaria
- 4ª Divisão Panzer
- 26ª Divisão de Infantaria

7 de Julho de 1943
- 299ª Divisão de Infantaria
- 56ª Divisão de Infantaria
- 262ª Divisão de Infantaria
- 34ª Divisão de Infantaria

18 de Agosto de 1943
- 216ª Divisão de Infantaria
- 292ª Divisão de Infantaria
- 102ª Divisão de Infantaria
- 72ª Divisão de Infantaria
- 383ª Divisão de Infantaria
- 1 / 2 da 258ª Divisão de Infantaria
- 4ª Divisão Panzer
- 6ª Divisão de Infantaria
- 31ª Divisão de Infantaria

21 de Novembro de 1943
- 134ª Divisão de Infantaria
- 299ª Divisão de Infantaria
- 36ª Divisão de Infantaria
- 31ª Divisão de Infantaria
- 6ª Divisão de Infantaria

10 de Dezembro de 1943
- 299ª Divisão de Infantaria
- 31ª Divisão de Infantaria
- 707ª Divisão de Infantaria
- 134ª Divisão de Infantaria
- 36ª Divisão de Infantaria

26 de Dezembro de 1943
- 383ª Divisão de Infantaria
- 707ª Divisão de Infantaria
- 36ª Divisão de Infantaria
- 299ª Divisão de Infantaria
- 45ª Divisão de Infantaria

24 de Janeiro de 1944
- 383ª Divisão de Infantaria
- 45ª Divisão de Infantaria
- 6ª Divisão de Infantaria

19 de Fevereiro de 1944
- 383ª Divisão de Infantaria
- 45ª Divisão de Infantaria

25 de Março de 1944
- 6ª Divisão de Infantaria
- 383ª Divisão de Infantaria
- 45ª Divisão de Infantaria

18 de Abril de 1944
- 134ª Divisão de Infantaria
- 20ª Divisão Panzer
- 296ª Divisão de Infantaria
- 6ª Divisão de Infantaria
- 383ª Divisão de Infantaria
- 45ª Divisão de Infantaria

15 de Maio de 1944
- 134ª Divisão de Infantaria
- 296ª Divisão de Infantaria
- 707ª Divisão de Infantaria
- 6ª Divisão de Infantaria
- 383ª Divisão de Infantaria
- 45ª Divisão de Infantaria

23 de Junho de 1944
- 134ª Divisão de Infantaria
- 296ª Divisão de Infantaria
- 6ª Divisão de Infantaria
- 383ª Divisão de Infantaria
- 45ª Divisão de Infantaria